# Dursztyński Potok
Dursztyński Potok, Moczydłowy – górna część rowu Przykopa (powyżej ujścia Młynówki). Wypływa w centrum Dursztyna, po zachodniej stronie skrzyżowania dróg przy kościele, na wysokości około 730 m n.p.m. Najwyżej położone są źródła jego dopływu – Rusnakowego Potoku, który spływa z wysokości około 775 m spod Grandeusa.
Dursztyński Potok spływa w zachodnim, później północno-zachodnim kierunku pomiędzy dwoma grzbietami. Od północnej strony jest to grzbiet Dursztyńskich Skałek. Przy Lorencowych Skałkach zakręca w północnym kierunku i przecinając grzbiet Dursztyńskich Skałek dzieli go na dwie grupy: zachodnią i wschodnią. W Krempachach zmienia kierunek na północno-wschodni. Łączy się z Młynówką w miejscu o współrzędnych 49°26′13″N 20°10′19″E/49,436944 20,171944, na wysokości 582 m n.p.m., dając początek Przykopie. Płynie w granicach wsi Krempachy i Frydman w województwie małopolskim, w powiecie nowotarskim.
Ma liczne dopływy, wśród nazwanych są to:
- lewobrzeżne: Pypciów Potok, Rusnakowy Potok, Grzonków Potok, Łojków Potok, Rafaczów Potok;
- prawobrzeżne: Gręcinów Potok[1][2]

Drogą polną wzdłuż dolnego odcinka Dursztyńskiego Potoku prowadzi szlak rowerowy

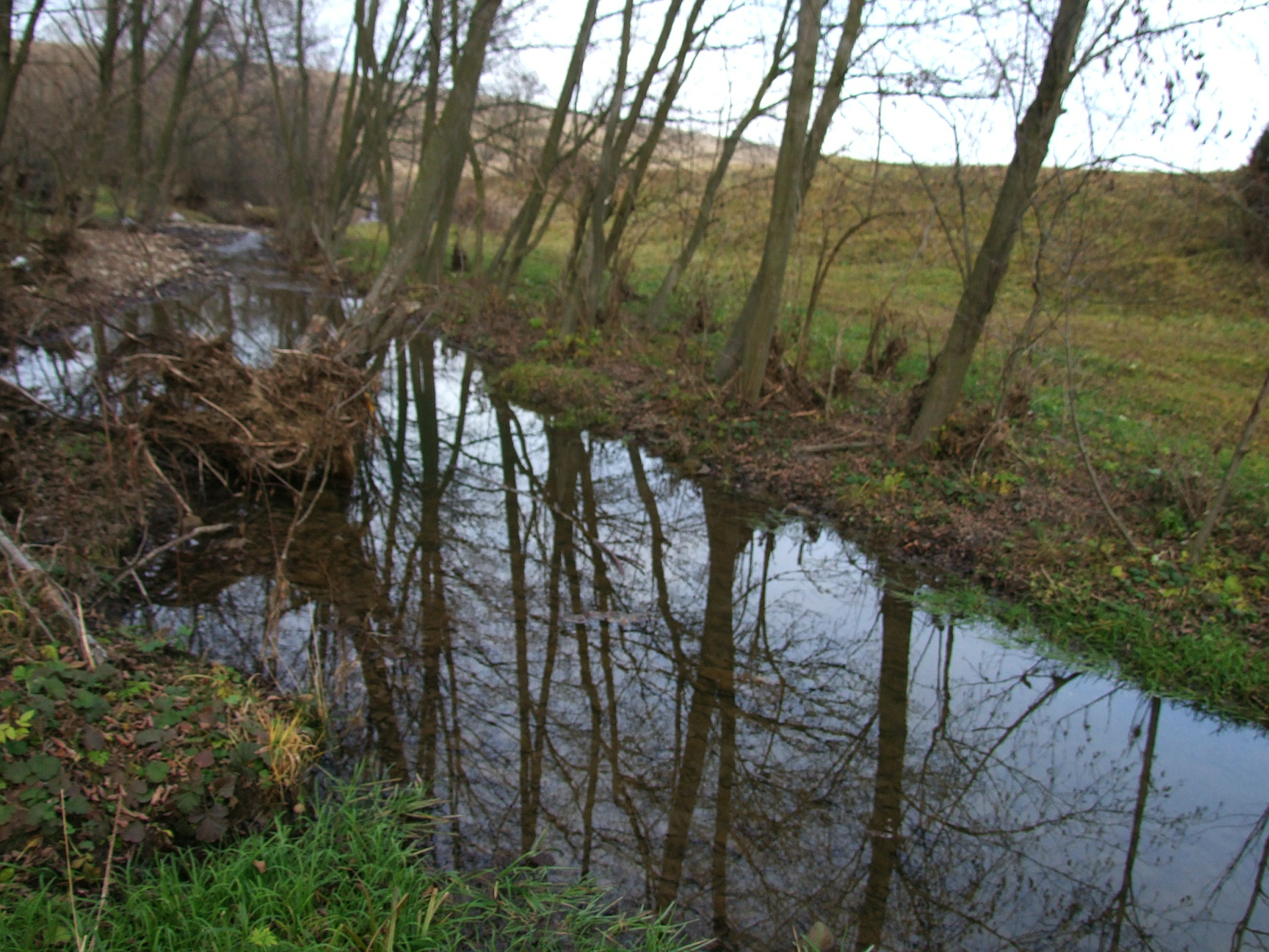
Dursztyński Potok poniżej Lorencowych Skałek

## Szlaki turystyczne
– czerwony szlak rowerowy. Odcinek z Krempach do Dursztyna